# Roberto Porta
Roberto Porta (né le 7 juin 1913 à Montevideo - mort le 2 janvier 1984 à Buenos Aires) est un joueur de football uruguayen naturalisé Italien.

## Carrière
Neveu d'un joueur du Nacional des années 1910, Abdón Porte, Roberto Porta commence dans le même club que son oncle. Ses débuts avec le maillot des tricolores se déroulent lors d'un match amical contre Central Español, le 24 novembre 1928. Deux ans plus tard, il est placé en équipe première en 1931 (après un an d'arrêt du championnat en raison de la Coupe du monde 1930) et joue sa première saison en Uruguay.
Cependant, il quitte les tricolores et signe à l'Independiente en Argentine, tout comme son coéquipier Enrique Fernández. En 1934, Porta est recruté par l'Ambrosiana-Inter, avec son beau-frère Ricardo Faccio. À l'Inter pendant deux saisons, il dispute 57 matchs et marque 13 buts (dont 53 matchs et 12 buts en championnat). Il acquiert également la nationalité italienne. Et c'est avec le maillot de l'équipe nationale italienne que Porta joue son premier match international, contre la Hongrie à Milan le 24 novembre 1935, rencontre comptant pour la Coupe internationale 1933-1935. Le match se termine sur le score nul de 2-2, un résultat qui permet à l'Italie de remporter le trophée. C'est la seule apparition de Porta avec la squadra azzurra.
En 1936, il retourne dans son pays natal pour revêtir le maillot du Nacional. Porta devient bientôt l'un des piliers des tricolores. Luis Ernesto Castro, Aníbal Ciocca, Atilio García, Bibiano Zapirain et Porta constituent la ligne offensive de 1939 à 1943 qui remporte cinq titres nationaux consécutifs, soit le premier Quinquenio du football uruguayen. En 1937, parallèlement, Porta fait ses débuts avec l'équipe d'Uruguay. Il gagne la Copa América 1942 et compte un total de 34 sélections et 14 buts avec la Celeste. En 1946, après un dernier titre gagné avec le Nacional, Porta met un terme à sa carrière.
Il devient plus tard entraîneur. Il est notamment le sélectionneur de l'équipe d'Uruguay à la Coupe du monde 1974 (qualifiée pour le Mondial par Hugo Bagnulo). Cependant, l'aventure se termine au premier tour et Porta est remplacé après la compétition par Juan Alberto Schiaffino.

## Palmarès

### Club
- Championnat d'Uruguay (6) :

Nacional : 1939, 1940, 1941, 1942, 1943, 1946

### Équipe nationale
- Coupe internationale (1) :

 Italie : Coupe internationale 1933-1935
- Copa América (1) :

 Uruguay : Copa América 1942